# Myndus genocola
Myndus genocola är en insektsart som beskrevs av Dlabola 1985. Myndus genocola ingår i släktet Myndus och familjen kilstritar. Inga underarter finns listade i Catalogue of Life.